# 親親小站
《親親小站》（英語：The Kissing Booth）是一部2018年美國浪漫喜劇電影，由喬伊·金、雅各·艾洛迪領銜主演，2018年於網路影音平台Netflix上映。電影上映後獲得熱烈迴響，後並陸續推出兩部續集。

## 外部連結
- 在Netflix上觀看《親親小站》
- 互联网电影数据库（IMDb）上《親親小站》的资料（英文）